# Xanthorhoe gynandrata
Xanthorhoe gynandrata là một loài bướm đêm trong họ Geometridae.